# 아레나 다 바이샤다
이스타지우 조아킹 아메리쿠 기마랑이스(포르투갈어: Estádio Joaquim Américo Guimarães)는 브라질 파라나 주 쿠리치바에 위치한 경기장으로, 아틀레치쿠 파라나엔시의 홈 구장이다. 2014년 FIFA 월드컵 개최를 위해 43,000명을 수용할 수 있는 경기장으로 증축되었다. 하지만 증축이 덜 된 상태에서 월드컵 대회를 치르게 되었으며, 2015년 5월에 증축 공사가 완료되었다.

## 2014 FIFA 월드컵 일정
| 날짜       | 시간 (UTC-3) | 팀 #1          | 결과 | 팀 #2      | 대회 | 관중   |
| ---------- | ------------ | -------------- | ---- | ---------- | ---- | ------ |
| 2014-06-16 | 16:00        | 이란           | 0-0  | 나이지리아 | F조  | 39,081 |
| 2014-06-20 | 19:00        | 온두라스       | 1-2  | 에콰도르   | E조  | 39,244 |
| 2014-06-23 | 13:00        | 오스트레일리아 | 0-3  | 스페인     | B조  | 39,375 |
| 2014-06-26 | 17:00        | 알제리         | 1-1  | 러시아     | H조  | 39,311 |